# Marano di Napoli
Marano di Napoli [maˈraːno di ːnaːpoli] je obec v metropolitním městě Neapol v italském regionu Kampánie a je jedním z nejlidnatějších měst v metropolitní oblasti. Nachází se asi 9 km severozápadně od Neapole, částečně leží na kopci Camaldoli a tradičně se zde těží sopečný kámen tuf. Místo bylo osídleno již v neolitu. Z římské doby pochází zdejší nejvýznamnější památka, takzvané Mausoleo del Ciaurro, jedna z nejdůležitějších římských pohřebních staveb v Kampánii, datovaná k 1. až 2. století n. l.

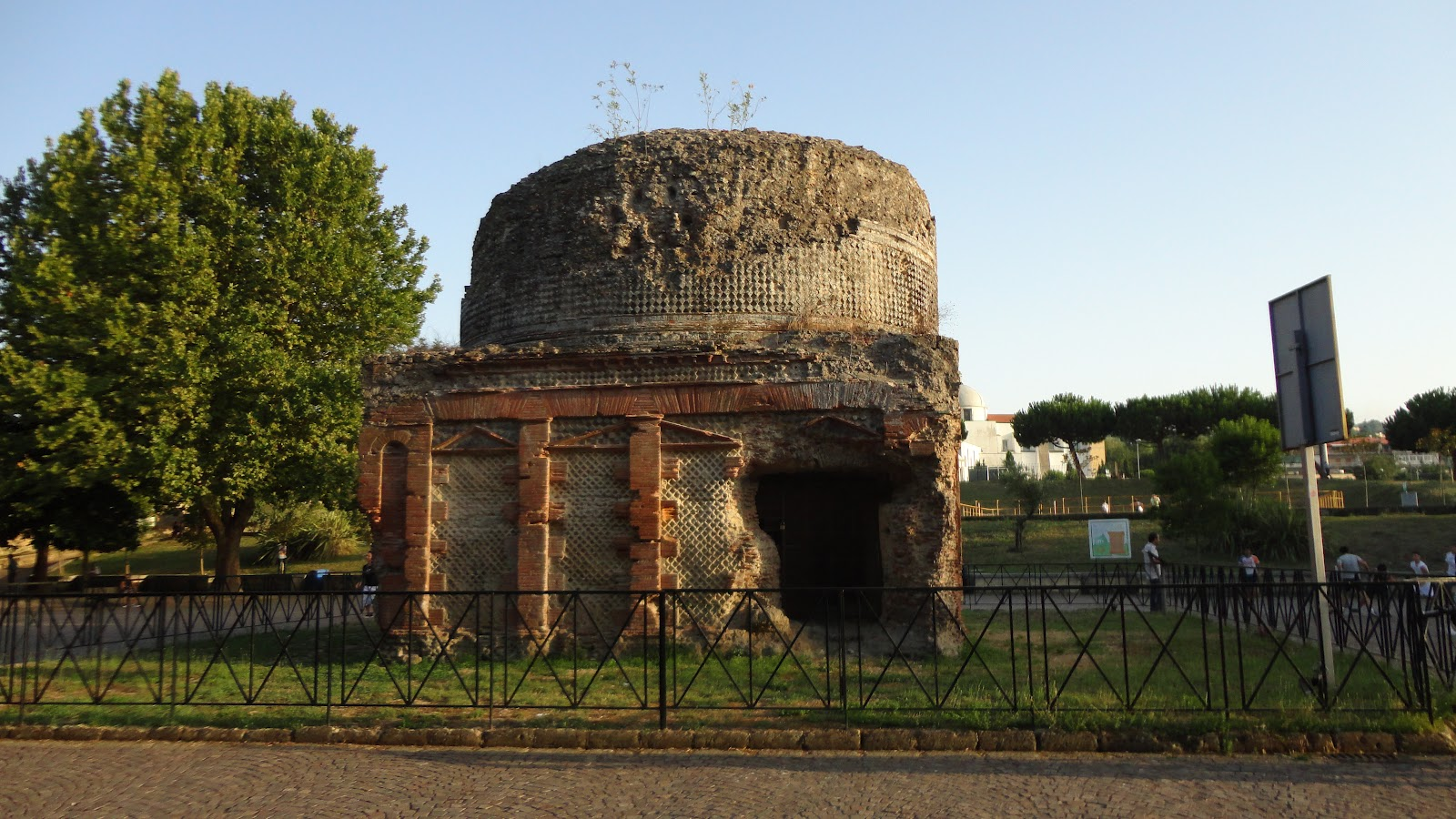
Mausoleo del Ciaurro